# Oberhausbergen
Oberhausbergen é uma comuna francesa na região administrativa de Grande Leste, no departamento Baixo Reno. Estende-se por uma área de 3,79 km². Em 2010 a comuna tinha 5 453 habitantes (densidade: 1 438,8 hab./km²).